# بیشوپویل (مریلند)
بیشوپویل (به انگلیسی: Bishopville) شهری در ایالت مریلند کشور ایالات متحده آمریکا است که جمعیت آن در سرشماری سال ۲۰۱۰ میلادی، ۵۳۱ نفر بوده‌است.